# Centre de recherche internationale sur le climat et l'environnement
 (février 2023).
Le Centre CICERO pour la recherche internationale sur le climat (CICERO) et en norvégien : CICERO Senter for klimaforskning, est un centre de recherche interdisciplinaire destiné à la recherche sur le climat aux sciences environnementales / études environnementales, créé par le gouvernement norvégien en 1990, basé à Oslo.

## Fonctionnement, gouvernance
Ce centre est organisé comme une fondation indépendante et est affiliée à l'université d'Oslo. Sa directrice actuelle est Kristin Halvorsen (ancienne ministre des Finances). Il a pour objet de produire, diffuser (dont sous licence libre) et valoriser de la recherche permettant de relever le défi climatique et renforcer la coopération internationale sur ce sujet.

## Échelles de travail
Ce centre produit des recherches, analyse, rapports et des avis, aux échelles loco-régionales, à l'échelle du pays (Finlande),, (y compris pour des pays autres que la Finlande (par exemple pour la Tanzanie en 2015), mais aussi pour l'échelle européenne, continentale (ex. : Afrique) et d'écorégions (ex. : mer de Barents) ou mondiale.

## Recherches
Le centre CICERO travaille (ou a travaillé) sur un large champ de sujets liés au climat, dont sur l'identification et les rôles respectifs des parties prenantes du débat et des négociations sur le climat, avec quels liens à la société civile et avec la vulgarisation scientifique ?, et sur l'évaluation de la métrique du changement climatique indispensable à l'établissement du consensus international sur l'intensité et la géographie des changements.
Le centre a aussi travaillé sur l'évaluation et la hiérarchisation des risques induits par le dérèglement climatique pour le investisseurs, sur les effets actuels et prospectifs, sociaux, économiques et environnementaux, des émissions anthropiques sur le climat planétaire, sur le réponses sociétales au dérèglement climatique (ex. : facteur de changement des comportements, effets du réchauffement sur les comportements et habitudes en matière de voyages, de tourisme), de pêche (ex. : dont pêcheries de thon), d'agriculture et de gestion de l'eau, ainsi que sur le vocabulaire, les principes et critères et les concepts utilisés dans ce domaine de recherche (ex. : notion de vulnérabilité face au changement climatique), la demande en électricité des groupes et individus, les rôles de la capture et du stockage du carbone.
CICERO a aussi étudié les stratégies de shaming et de naming mises en place par les organisations non gouvernementales environnementales (ONGE) basées en Norvège ou internationales (Réseau Action Climat) pour tenter d'influencer le comportement de la Norvège dans les négociations des Nations unies sur le changement climatique. Lors de ce travail, le centre a observé que lors des négociations, les ONGE ont pour la plupart choisi de ne pas essayer d'affecter les résultats des négociations en influençant directement les négociateurs (c'est-à-dire en faisant du lobbying). Elles ont profité de la médiatisation des grandes étapes de négociation (COP, signatures de conventions…) pour donner leur point de vue sur l'urgence à agir et sur l'agenda politique de la Norvège, de l'Europe et du monde, en alimentant les médias en arguments, témoignages et informations. Les politiques nationales et internationales sur le climat sont liées et interdépendantes. En 2004, le CICERO a estimé que « l'influence des ONGE dans les négociations internationales doit être comprise en tenant compte de ces liens. Plus précisément, nous soulignons que la capacité des ONGE à menacer la légitimité et l'image populaire d'un gouvernement, ainsi que leur capacité à façonner les interprétations des acteurs nationaux des engagements internationaux, doivent être notées comme des véhicules potentiellement importants d'influence sur la politique étrangère et donc sur les résultats des négociations ».
Le Centre Cicero a aussi œuvré à la formulation d'accords internationaux, en lien avec le GIEC depuis 1992 (année du premier Sommet de la Terre), et aux outils de négociations sur le climat.
Il s'est aussi construit une expertise et des outils dans le financement climatique (dont en lançant en 2018 CICERO Shades of Green, une filiale de professionnalisation des services de gestion des risques climatiques dans le secteur financier). Cette activité 
En 2022, CICERO a vendu son activité Shades of Green à S&P Global[réf. souhaitée].

### Relations internationales
CICERO est membre de l’Université de l'Arctique. UArctic est un réseau international d’universités, d’instituts de recherche et d’organisations ayant pour but de promouvoir, coordonner et soutenir la recherche ainsi que l’éducation en régions arctiques.

## Analyse critique, évolutions
Il a été parfois reproché au Centre de mal vulgariser, c'est-à-dire de mal transmettre au grand public les connaissances scientifiques pertinentes et utiles face aux défis socio-économico-environnementaux et à l'urgence du changement climatique, alors que d'autres acteurs tels que l'Union européenne encouragent à aussi inclure les acteurs non universitaires via par exemple des processus de sciences participatives et de « coproduction » de nouvelles gouvernance de la recherche et de l'adaptation au réchauffement climatique. Ainsi, en 2017, dans sa thèse consacrée à la communication faite en direction du public par le centre CICERO, H.S Molland H.S (2017) Considère que le centre a joué un rôle important vis à vis du gouvernement, des chercheurs et de la gouvernance mondiale du climat, mais avec une attitude ambivalente envers le public profane, vu comme un ensemble passif destinataires de l'information ; une approche qui a encore contribué à souligner la passivité de la société civile.
Le centre a fait dans les années 2010 des efforts significatifs, dont en termes de science ouverte (par ailleurs encouragée par le gouvernement finlandais) ; En 2019, Iris C.P Leikanger, dans sa thèse, questionne « l'affirmation selon laquelle les efforts actuels d'implication des utilisateurs rendent les connaissances scientifiques pertinentes et utiles à la société dans son ensemble » ; « pertinente et utile pour qui, et à quelle fin ? » ajoute-t-elle. Elle plaide pour plus d'ouverture vers le public, car selon elle, cacher les tensions existantes entre les différentes compréhensions de la coproduction qui sous-tendent la recherche et les politiques sur ce sujet « peut conduire à la mise en boîte noire et à la dépolitisation des concepts de « responsabilité », de « science pertinente » et de « connaissance utile » ».

## Dirigeants
- Ted Hanisch (1990–1993)
- Helga Hernes (1993–1996)
- Knut H.Alfsen (1997–2002)
- Pål Prestrud (no) (2002–2012)
- Cecilie Mauritzen (2012-2013)
- Kristin Halvorsen (2014–)